# Műugrás a 2013-as nyári universiadén
A 2013. évi nyári universiadén műugrásban – a Nemzetközi Úszószövetség (FINA) aktuális (angol nyelvű) versenyszabályzata alapján – férfiaknál és nőknél 5-5 versenyszámban – 1 méteren, 3 méteren, 3 méter szinkronban, toronyban és szinkrontoronyban – osztottak érmeket az oroszországi Kazanyban. A versenyeket 2013. július 5. és 12. között rendezték a Vízisportok Palotájában (Aquatics Palace).

## Nevezési feltételek
Egyéni versenyszámokban nemenként maximum 6 fő nevezhetett, ebből versenyszámonként maximum 3 fő indulhatott. Az egyéni indulók a szinkron számokban is indulhattak. Szinkron versenyszámokban maximum 2 fő azonos nemű versenyző indulhatott versenyszámonként. A szinkron versenyszámok résztvevői indulhattak az egyéni számokban is a 6 fő terhére.

## A versenyszámok időrendje
A műugró versenyek hivatalosan 8 versenynapból állnak. A verseny eseményei helyi idő szerint (GMT +03:00):
| 2013. július 5, péntek | 2013. július 6., szombat                                                                              | 2013. július 7., vasárnap                                                | 2013. július 8., hétfő                                                                                   |
| --- | --- | ------------------------------------------------------------------------ | --- |
| 11:00 Női 1 m (selejtező) 13:00 Női 1 m (A csoport elődöntő) 13:35 Női 1 m (B csoport elődöntő) 15:00 Férfi 3 m (selejtező) | 11:00 Férfi 1 m (selejtező) 13:40 Férfi 1 m (A csoport elődöntő) 14:15 Férfi 1 m (B csoport elődöntő) | 11:00 Férfi 3 m (elődöntő) 12:55 Női 1 m (döntő) 14:25 Férfi 3 m (döntő) | 11:00 Női torony (selejtező) 12:30 Női torony (elődöntő) 14:15 Férfi 1 m (döntő) 16:00 Női torny (döntő) |
| 2013. július 9., kedd | 2013. július 10., szerda                                                                              | 2013. július 11., csütörtök                                              | 2013. július 12., péntek                                                                                 |
| 13:15 Női 3 m (selejtező) 15:20 Női 3 m (elődöntő) 17:35 Férfi torony (selejtező)                                           | 12:00 Férfi torony (elődöntő) 13:40 Női 3 m (döntő) 15:30 Férfi torony (döntő)                        | 12:00 Női 3 m szinkron (döntő) 13:30 Férfi torony szinkron (döntő)       | 12:00 Férfi 3 m szinkron (döntő) 13:50 Női torony szinkron (döntő)                                       |

## A versenyen részt vevő nemzetek
A FINA szabályzata alapján összességében országonként maximum 20 fő – 10 férfi és 10 női versenyző – nevezhetett. A viadalon 22 nemzet 89 sportolója vett részt, az alábbi megbontásban:
| Részt vevő nemzetek férfi / nő megbontásban | Részt vevő nemzetek férfi / nő megbontásban | Részt vevő nemzetek férfi / nő megbontásban | Részt vevő nemzetek férfi / nő megbontásban | Részt vevő nemzetek férfi / nő megbontásban | Részt vevő nemzetek férfi / nő megbontásban | Részt vevő nemzetek férfi / nő megbontásban | Részt vevő nemzetek férfi / nő megbontásban | Részt vevő nemzetek férfi / nő megbontásban |
| ------------------------------------------- | ------------------------------------------- | ------------------------------------------- | ------------------------------------------- | ------------------------------------------- | ------------------------------------------- | ------------------------------------------- | ------------------------------------------- | ------------------------------------------- |
| nemzet                                      | F                                           | N                                           | nemzet                                      | F                                           | N                                           | nemzet                                      | F                                           | N                                           |
| Ausztrália                                  | 1                                           | 4                                           | Japán                                       | 1                                           | 0                                           | Mexikó                                      | 5                                           | 3                                           |
| Ausztria                                    | 1                                           | 0                                           | Kanada                                      | 1                                           | 0                                           | Németország                                 | 3                                           | 1                                           |
| Brazília                                    | 2                                           | 2                                           | Kína                                        | 6                                           | 6                                           | Norvégia                                    | 3                                           | 1                                           |
| Dél-Korea                                   | 2                                           | 1                                           | Lengyelország                               | 2                                           | 1                                           | Olaszország                                 | 1                                           | 0                                           |
| Finnország                                  | 0                                           | 2                                           | Lettország                                  | 0                                           | 1                                           | Oroszország                                 | 7                                           | 7                                           |
| Franciaország                               | 1                                           | 1                                           | Makaó                                       | 0                                           | 1                                           | Spanyolország                               | 0                                           | 1                                           |
| India                                       | 0                                           | 2                                           | Malajzia                                    | 3                                           | 3                                           | USA                                         | 5                                           | 7                                           |
| Izrael                                      | 0                                           | 1                                           |                                             |                                             |                                             |                                             |                                             |                                             |

F = férfi, N = nő

## Eredmények

### Éremtáblázat
| #        | nemzet      | arany | ezüst | bronz | összesen |
| 1        | Kína        | 8     | 7     | 3     | 18       |
| 2        | Oroszország | 3     | 3     | 2     | 8        |
| 3        | Ausztrália  | 1     | 1     | 0     | 2        |
| 4        | USA         | 0     | 1     | 1     | 2        |
| 5        | Mexikó      | 0     | 0     | 6     | 6        |
| összesen | összesen    | 12    | 12    | 12    | 33       |

### Éremszerzők
| versenyszám   | arany                                                                                | ezüst | bronz |
| férfiak       |                                                                                      | | |
| 1 m           | Lin Csin                                                                             | Csin Tien | Jevgenyij Novoszelov                                                                                      |
| 3 m           | Jevgenyij Kuznyecov                                                                  | Lin Csin | Csin Tien                                                                                                 |
| 3 m szinkron  | Jevgenyij Kuznyecov / Ilja Zaharov                                                   | Lin Csin / Lo Jü-tung | Yahel Castillo Huerta / Alejandro Daniel Islas                                                            |
| 10 m          | Huo Liang                                                                            | Vu Csün | Viktor Minyibajev                                                                                         |
| 10 m szinkron | Huo Liang / Jing Hung                                                                | Artyom Cseszakov / Viktor Minyibajev | Iván García / Germán Sánchez                                                                              |
| csapat        | Kína Huo Liang, Lin Csin, Lo Jü-tung, Csin Tien, Vu Csün, Jing Hung                  | Oroszország Artyom Cseszakov, Jurij Kunakov, Ilja Zaharov, Jevgenyij Kuznyecov, Viktor Minyibajev, Szergej Nazin, Jevgenyij Novoszelov  | Mexikó Yahel Castillo Huerta, Iván García, Rommel Pacheco Marrufo, Germán Sánchez, Alejandro Daniel Islas |
| nők           |                                                                                      | | |
| 1 m           | Samantha Mills                                                                       | Csia Tung-csin | Vang Li-ting                                                                                              |
| 3 m           | Cseng Suang-hszüe                                                                    | Csia Tung-csin | Arantxa Chávez                                                                                            |
| 3 m szinkron  | Csen Je / Cseng Suang-hszüe                                                          | Samantha Mills / Fan Esther Qin | Meghan Houston / Laura Ryan                                                                               |
| 10 m          | Julija Koltunova                                                                     | Hszia Jü-hua | Csen Ni                                                                                                   |
| 10 m szinkron | Csen Ni / Hszia Jü-hua                                                               | Atalja Goncsarova / Julija Koltunova | Marisa Diaz / Paola Milagros Espinosa                                                                     |
| csapat        | Kína Csen Je, Csen Ni, Csia Tung-csin, Vang Li-ting, Hszia Jü-hua, Cseng Suang-hszüe | Amerikai Egyesült Államok Loren Figueroa, Meghan Houston, Sarah McCrady, Samantha Pickens, Laura Ryan, Mackenzie Tweardy, Katrina Young | Mexikó Arantxa Chávez, Marisa Daniela Diaz Prieto, Paola Milagros Espinosa                                |